# Anabar (Nauru)
Anabar is een district en plaats in de republiek Nauru. Het heeft een totale oppervlakte van 1,4 km² en telde 508 inwoners op 1 januari 2006.
Aiwo · Anabar · Anetan · Anibare · Baiti · Boe · Buada · Denigomodu · Ewa · Ijuw · Meneng · Nibok · Uaboe · Yaren